# Tonga na Mistrzostwach Świata w Lekkoatletyce 2009
Tonga na Mistrzostwach Świata w Lekkoatletyce 2009, reprezentowane było przez 2 lekkoatletów - 1 mężczyznę i 1 kobietę.

## Zawodnicy

### Bieg na 100 m mężczyzn
- Aisea Tohi - 78. pozycja w kwalifikacjach - 11.32 sek.

### Pchnięcie kulą kobiet
- ʻAna Poʻuhila - 26. pozycja w kwalifikacjach - 16.09 m